# Radio pirata

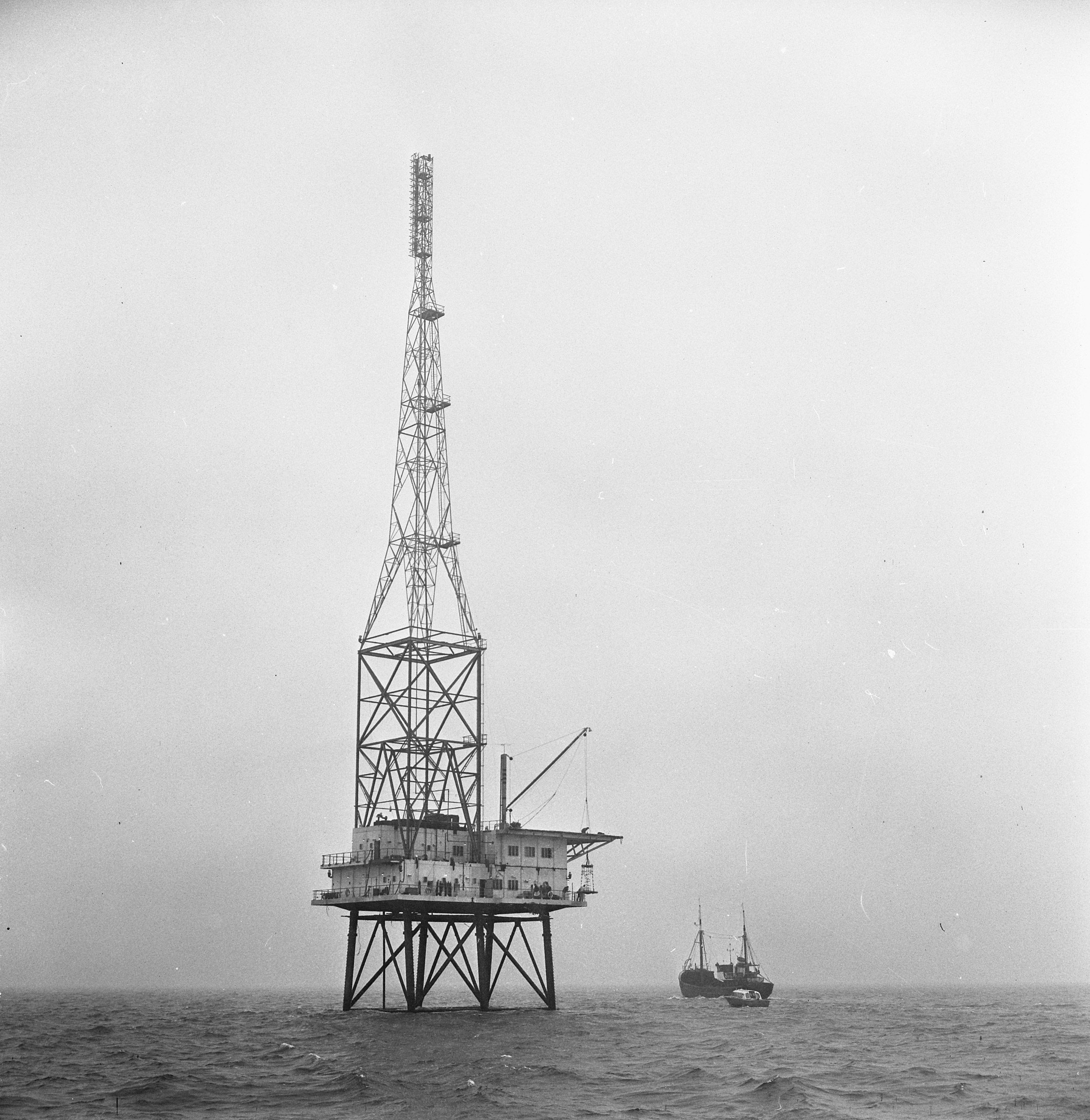
La Isla REM era una plataforma frente a la costa holandesa utilizada como estación de radio pirata en 1964 antes de ser desmantelada por el Cuerpo de Marines de los Países Bajos.

Por radio pirata se entiende una transmisión de radio ilegal o no regulada. La etimología de la expresión está relacionada con la falta de licencia de este tipo de transmisiones, aunque históricamente también se dieron casos de emisiones en alta mar desde buques o plataformas industriales en desuso, lo que acercaría mucho más la noción al concepto tradicional de piratería. El término se utiliza generalmente para describir la emisión radiofónica ilegal tanto de contenidos de entretenimiento como políticos. La legislación sobre este tema varía ampliamente de un país a otro. En Estados Unidos así como en varios estados europeos, existen multitud de licencias de radio concedidas, por lo que el término radio pirata suele describir la emisión sin esa licencia de señales de FM, AM u onda corta.
Se suele confundir a las radios piratas con las radios libres o las comunitarias, pero muchas de éstas rechazan el calificativo de piratas ya que no tienen ánimo de lucro.

## Historia de la radio pirata
La "piratería" en la radio comenzó con la llegada de la regulación del espacio público radiofónico en Estados Unidos. Originalmente, la radio era un campo abierto tanto para el empleo del tiempo libre de aquellos que tenían por hobby su uso como para la experimentación de inventores y científicos. Es el caso de personajes como Nikola Tesla, Lee De Forest o Thomas Edison. La armada de los Estados Unidos comenzó a usar la radio en la Costa Este hacia la década de 1890. Pronto comenzó a cuestionar el uso que los amateurs daban a las señales, que interrupían o interferían con las suyas propias. Con el tiempo, la preocupación de las autoridades por la posibilidad de que individuos privados pudieran entrometerse en el uso militar de la radio desembocó en su regulación. Se aprobó una ley regulando la comunicación por radio ("Act to Regulate Radio Communication") el 13 de agosto de 1912. Ésta no prohibía la emisión por parte de amateurs y experimentadores, sino que les asignaba su propia frecuencia y un indicativo.
Al regular el espacio radiofónico público, el presidente William Howard Taft provocó la aparición también de toda una serie de emisiones ilícitas. La consecuencia de esto fue la creación de la Comisión Federal de Comunicaciones, creada para velar por el cumplimiento de la regulación sobre indicativos, frecuencias asignadas, licencias y la emisión de contenidos aceptables. La Ley de 1912 permitía al Gobierno la posibilidad de cerrar estaciones de radio en tiempos de guerra.
En 1948, las Naciones Unidas aprobaron la Declaración Universal de Derechos Humanos, cuyo artículo 19 establece que: "Todo el mundo tiene derecho a la libertad de opinión y expresión; este derecho incluye la libertad de mantener las propias opiniones sin interferencia y a buscar, recibir e impartir información e ideas a través de los medios de comunicación sin importar las fronteras". Pronto este derecho fue puesto a prueba o violado por diferentes gobiernos.
En Europa, Dinamarca fue el primer país del mundo en contar con una emisión radiofónica comercial sin permiso de las autoridades del país hacia el que emitía. Esta emisión se llevaba a cabo desde un barco situado en aguas internacionales. La emisora se llamaba Radio Mercur y comenzó a transmitir el 2 de agosto de 1958. Pronto los periódicos daneses comenzaron a llamarla "radio pirata".
En los años 60, en Gran Bretaña el término empezó a referirse no solo al uso no autorizado del espectro radiofónico público por emisores sin licencia sino también al riesgo intrínseco que este tipo de emisiones entrañaban, al llevarse a cabo estas emisiones en aguas internacionales desde barcos anclados y plataformas marinas.

## Radio Libre
Una variación del término "radio pirata" se originó en el "Verano del Amor" de San Francisco durante los años 60. Se trataba de las "free radio" o "radios libres", término utilizado para referirse a transmisiones clandestinas y sin licencia hechas desde estaciones en tierra.
Más recientemente, el término Radio Libre se ha venido aplicando a emisoras sin anuncios ni publicidad, donde lo único importante es el contenido emitido. Han tenido gran importancia dentro del fenómeno rave y para la difusión de la música electrónica.